# Hannah Eurlings
Hannah Eurlings, född den 1 januari 2003, är en belgisk fotbollsspelare.

## Karriär
Hannah Eurlings inledde sin seniorkarriär i Oud-Heverlee Leuven år 2019. 2025 kontrakterades hon av 1. FC Union Berlin. Hon har även representerat det belgiska damlandslaget där hon debuterade år 2020.